# Wilhelm Pürsch
Wilhelm "Willy" Pürsch – niemiecki bokser, brązowy medalista Mistrzostw Europy z roku 1934.

## Kariera
W kwietniu 1934 zdobył brązowy medal na Mistrzostwach Europy, w kategorii półciężkiej. W ćwierćfinale turnieju pokonał na punkty Szweda Larsa Söderberga. W półfinale przegrał z reprezentantem Austrii Hansem Zehetmayerem, ulegając mu na punkty. W walce o trzecie miejsce pokonał Czechosłowaka Františka Havelka, zwyciężając walkowerem.
W czerwcu roku 1934 był mistrzem Niemiec w kategorii półciężkiej.